# Dusiciel z Bostonu (film)
Dusiciel z Bostonu – amerykański kryminał z 1968 roku na podstawie książki Gerolda Franka. Oparta na faktach historia seryjnego mordercy Alberta DeSalvo zwanego Dusicielem z Bostonu. Film opowiada historię z perspektywy śledczego Johna Bottomly'ego.

## Główne role
- Tony Curtis - Albert DeSalvo
- Henry Fonda - John S. Bottomly
- George Kennedy - Detektyw Phil DiNatale
- Mike Kellin - Julian Soshnick
- Hurd Hatfield - Terence Huntley
- Murray Hamilton - Detektyw Frank McAfee
- Jeff Corey - John Asgeirsson
- Sally Kellerman - Dianne Cluny
- William Marshall - Prokurator generalny Edward W. Brooke
- George Voskovec - Peter Hurkos
- Leora Dana - Mary Bottomly
- Carolyn Conwell - Irmgard DeSalvo

## Nagrody i nominacje
Złote Globy 1968
- Najlepszy aktor dramatyczny - Tony Curtis (nominacja}